# Stadium Events
Stadium Events är ett sportspel till NES. Spelet släpptes först i Japan 1986 och 1987 i USA. I Europa släpptes spelet endast i Sverige och Västtyskland.
Spelet är även känt för att vara ett av de mest svåra spelet att i dag få tag på begagnat, vilket gäller den amerikanska NTSC versionen, inte den europeiska PAL versionen. Endast ungefär 200 exemplar av den amerikanska versionen såldes innan spelet drogs in av tillverkaren. Ett fint exemplar värderas i dag till 38 000 amerikanska dollar.